# Freiheit (Berg)
Die Freiheit ist ein 2140 m ü. M. hoher Berg im Alpsteinmassiv in den Appenzeller Alpen. Er liegt im Schweizer Kanton Appenzell Innerrhoden.

## Lage
Die Freiheit liegt im mittleren der drei Gratkämme des Alpsteins, vier Kilometer östlich des Säntis. Direkter östlicher Nachbar ist der Hundstein, von dem sie über die Höll, einer tief eingeschnittenen Schlucht, getrennt ist. Nach Westen schliessen sich die Freiheittürme an, die in einem Kamm über die Fälentürm nach Südwesten bis zum Altmann überleiten. Nach Norden fällt sie in einer zerklüfteten Wand bis zur Meglisalp ab. Im Süden besitzt sie eine steile durch mehrere Bänder strukturierte Felswand, welche in felsdurchsetzten Grasflanken in das Tal oberhalb des Fälensees abfällt.

## Besteigungsmöglichkeiten
Der Normalweg wurde am 21. September 1884 durch E. W. Bodenmann, Döring und K. Eugster erstbegangen, dies stellt ebenfalls die erste gesicherte Besteigung dar. Die Route führt über einen markierten Wanderweg in Richtung Hundstein. Kurz vor dem Gipfel des Hundsteins führt die Tour über eine kleine Felsstufe und einen Grashang in die Schlucht zwischen Freiheit und Hundstein und von dort in leichter Kletterei (2a) auf den Gipfel.
Durch die Südwand führt eine klassische Wandkletterei im vierten Schwierigkeitsgrad, die relativ häufig geklettert wird. Die Tour wurde am 9. Oktober 1921 durch Wilhelm Knoblich und Otto Ritz erstbegangen.
Der Westgrat wird heute zu den herausragendsten Leistungen des Erschliessungsalpinismus gezählt. Georg Heinrich und Emil Oppe bewältigten 1907 erstmals die Schwierigkeit 5+ in den Alpen. Da sie selbst die Route mit IV bewerteten blieb diese Leistung in alpinen Kreisen jedoch unbeachtet.

## Halbmond
Im September 2016 installierte der Appenzeller Künstler Christian Meier einen mit Solarstrom beleuchteten Halbmond als alternatives Gipfelkreuz.